# Magnolia (álbum)
Magnolia es el álbum debut de la banda de rock estadounidense Turnover. El álbum fue lanzado el 16 de abril de 2013 a través de Run For Cover Records.

## Listas de canciones
| N.º | Título             | Duración |  |
| 1.  | «Shiver»           | 2:46     |  |
| 2.  | «Most of the Time» | 4:39     |  |
| 3.  | «Wither»           | 3:31     |  |
| 4.  | «Seedwong»         | 3:04     |  |
| 5.  | «Pray for Me»      | 2:53     |  |
| 6.  | «Bloom»            | 2:59     |  |
| 7.  | «Hollow»           | 2:53     |  |
| 8.  | «To the Bottom»    | 3:41     |  |
| 9.  | «Like a Whisper»   | 2:41     |  |
| 10. | «Flicker and Fade» | 2:21     |  |
| 11. | «Daydreaming»      | 3:37     |  |